# مرلینک
مرلینک (به چکی: Mrlínek) یک منطقهٔ مسکونی در جمهوری چک است که در ناحیه کرومیریژ واقع شده‌است. مرلینک ۳٫۹۴ کیلومتر مربع مساحت و ۲۸۶ نفر جمعیت دارد و ۲۸۸ متر بالاتر از سطح دریا واقع شده‌است.